# Kericho
Kericho és una ciutat de la província de Rift Valley, a Kenya. Aquesta ciutat és el centre de la indústria més important de te del país. Té una població total de 85.000 habitants, segons el cens de l'any 1999.